# Municipio de Blackberry (Minnesota)
El municipio de Blackberry (en inglés: Blackberry Township) es un municipio ubicado en el condado de Itasca en el estado estadounidense de Minnesota. En el año 2010 tenía una población de 880 habitantes y una densidad poblacional de 9,41 personas por km².

## Geografía
El municipio de Blackberry se encuentra ubicado en las coordenadas 47°9′17″N 93°23′18″O / 47.15472, -93.38833. Según la Oficina del Censo de los Estados Unidos, el municipio tiene una superficie total de 93.53 km², de la cual 91,73 km² corresponden a tierra firme y (1,92 %) 1,8 km² es agua.

## Demografía
Según el censo de 2010, había 880 personas residiendo en el municipio de Blackberry. La densidad de población era de 9,41 hab./km². De los 880 habitantes, el municipio de Blackberry estaba compuesto por el 96,82 % blancos, el 0,68 % eran amerindios, el 0,45 % eran asiáticos, el 0,45 % eran isleños del Pacífico y el 1,59 % eran de una mezcla de razas. Del total de la población el 0,34 % eran hispanos o latinos de cualquier raza.